# 南汉昭陵
南汉昭陵原址位于中华人民共和国广东省广州市黄埔区石马村，为五代十国时期南汉国中宗刘晟的陵墓，现已不复存在。

## 概况

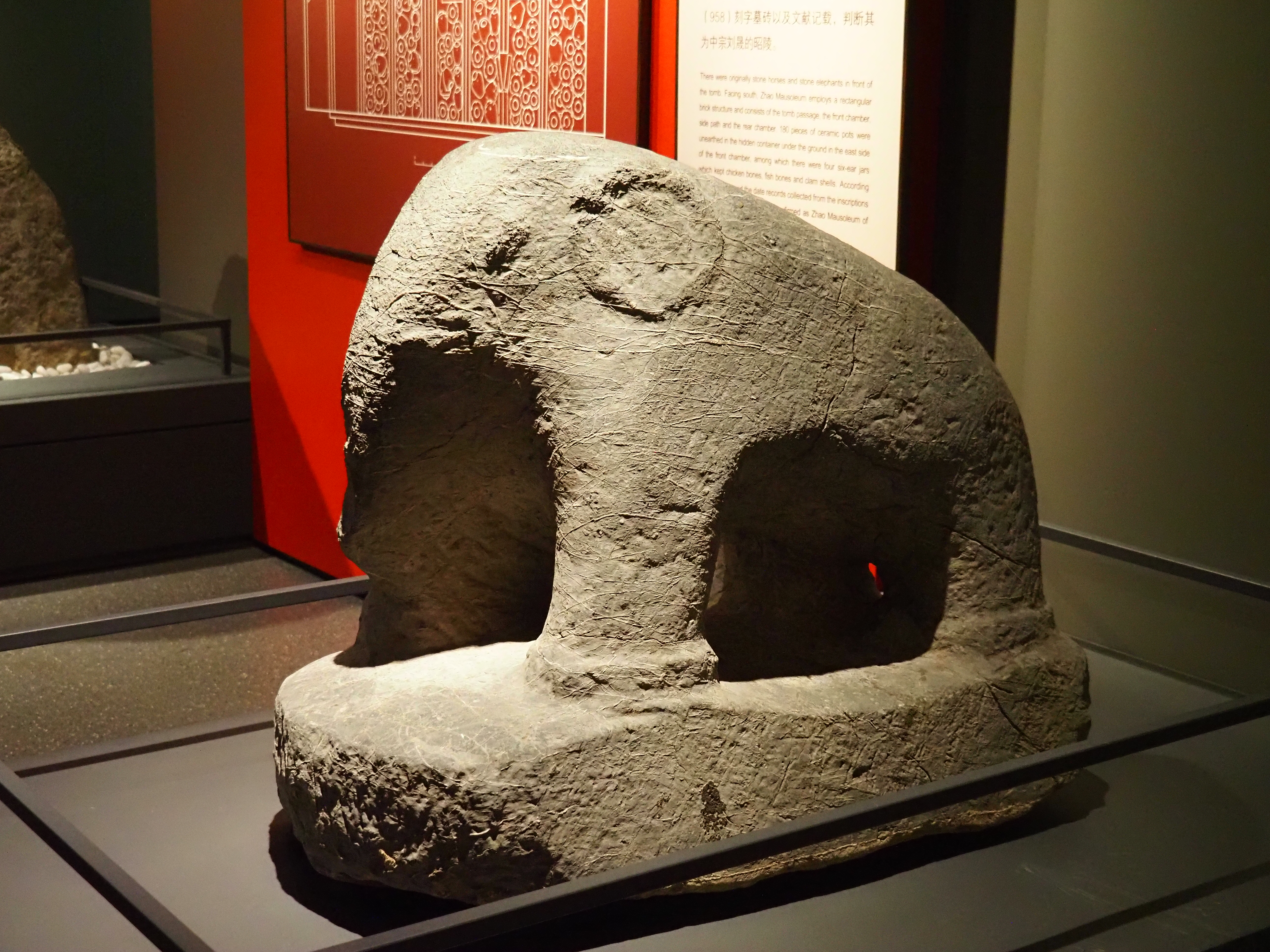
昭陵石象，现在南汉二陵博物馆展出。

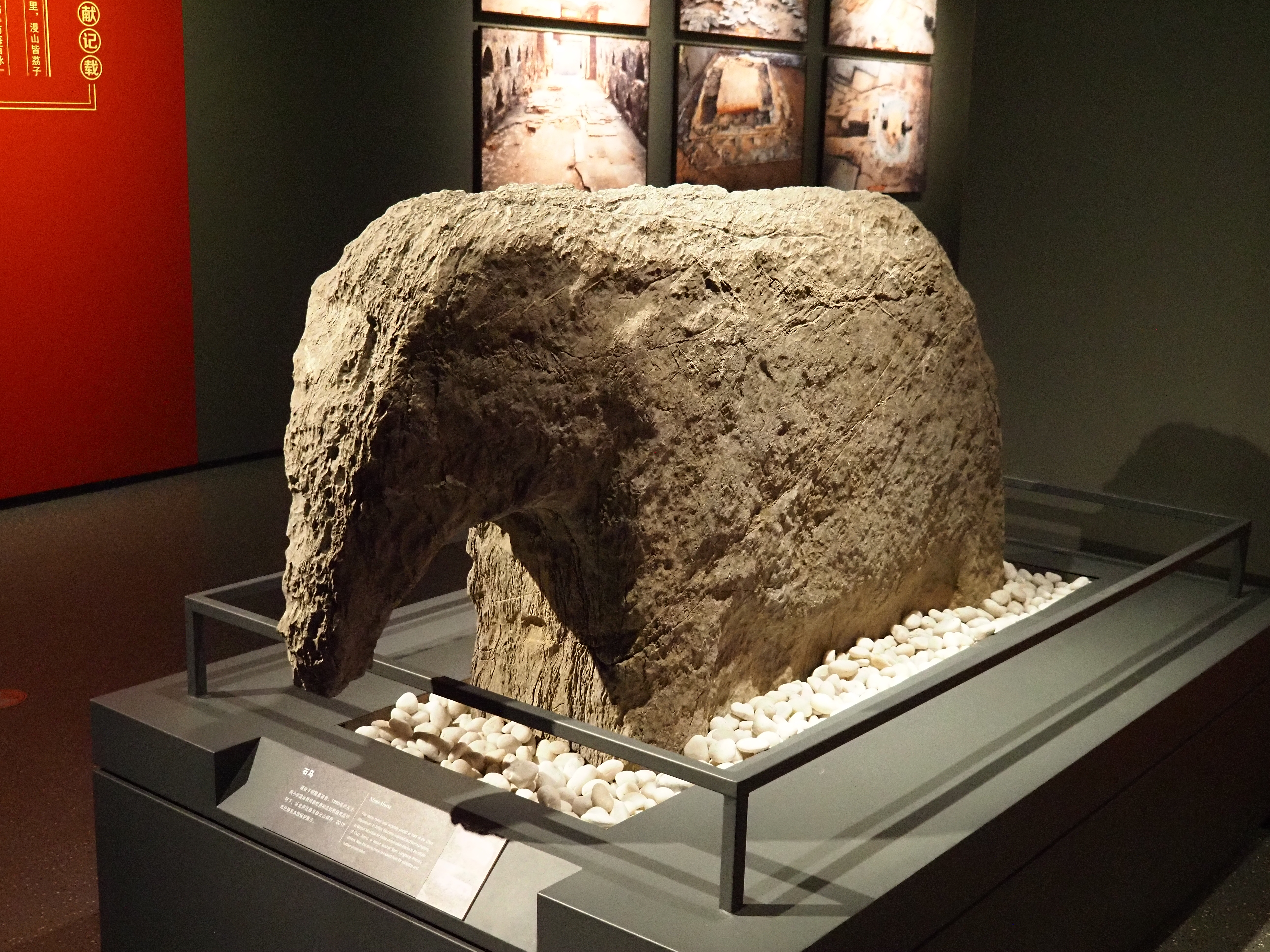
昭陵石马，现在南汉二陵博物馆展出。

昭陵葬于958年，陵墓三面环山，为券顶砖室，连斜坡形墓道。墓室全长11.64米，内分主室、过道和前室三部分。墓前原来立有石马、石象等。
1954年发掘，发现墓室多次被盗，墓顶坍塌，结构已无法辨清，残余墓砖在发掘后全部被拆去，现已不复存在。

## 出土文物
昭陵多次被盗，仅发现有青釉瓷罐30多件，深灰陶罐100多件，其中4件夹耳青釉瓷罐通高19.4厘米，造型独特。
昭陵少数墓砖在表面或一侧刻画文字，有“陈怀甫”、“张徊”、“六月十三日张匡□”和“乾和十六年四□兴宁军□”等字样。其中前面3个可能是造砖者姓名。最后一块墓砖中，乾和是刘晟的第二个年号，乾和十六年即958年。